# 列格伊季
49°50′37″N 34°7′2″E / 49.84361°N 34.11722°E
列格伊季（烏克蘭語：Легейди），是烏克蘭中部的村莊，隸屬波爾塔瓦州的米爾霍羅德區。該村處於戈夫特瓦河右岸，分別距離普里什布0.5公里和托夫斯捷1公里，海拔高度108米，2001年人口9。